# مطار حاسي مسعود - كريم بلقاسم
مطار حاسي مسعود - كريم بلقاسم ، (إياتا: HME، إيكاو: DAUH) هو مطار دولي يقع 9.3 كلم جنوب شرقي مدينة حاسي مسعود في ولاية ورقلة شرقي الجزائر، سمي المطار نسبة للمجاهد كريم بلقاسم (1922-1970) .

## الوجهات
| شركـات طيـران           | الوجهات                                     |
| ----------------------- | ------------------------------------------- |
| الخطوط الجوية الجزائرية | الجزائر العاصمة، قسنطينة، عين أميناس، وهران |
| طيران الطاسيلي          | الجزائر العاصمة، وهران، روما                |